# جائزة داني هينمان للفيزياء الرياضية
جائزة داني هينمان للفيزياء الرياضية هي جائزة تمنح سنويا منذ عام 1959 بالاشتراك مع الجمعية الفيزيائية الأمريكية والمعهد الأميريكي للفيزياء. وقد أنشأتها مؤسسة هينمان تكريما لداني هينمان. واعتبارا من عام 2010، يمنح الفائز بالجائزة 10,000 دولار أمريكي وشهادة تقدير للمساهمات التي قدمها، إضافة إلى دفع نفقات السفر لحضور الاجتماع.

## قائمة الفائزين بالجائزة
المصدر: الجمعية الفيزيائية الأمريكية
- 2020 سفيتلانا جيتوميرسكايا[2]
- 2019 تي بيل ساذرلاند، فرانشيسكو كالوجيرو [الإنجليزية] وميشيل جودين [الإنجليزية]
- 2018 باري سيمون
- 2017 كارل إم. بندر
- 2016 أندرو سترومينجر [الإنجليزية] وكامران وفا
- 2015 بيير راموند [الإنجليزية]
- 2014 جورج مور
- 2013 تيتسوجي مايوا [الإنجليزية] وميتشو جيمبو [الإنجليزية]
- 2012 جيوفاني جونا-لازينيو
- 2011 هيربرت سبون [الإنجليزية]
- 2010 ميشيل أيزنمان [الإنجليزية]
- 2009 كارلو بيتشي [الإنجليزية] وأليان روت [الإنجليزية] وريموند ستورا [الإنجليزية] وآجور تايتين [الإنجليزية]
- 2008 ميتشل فايينبوم
- 2007 جوان مالدانسينا [الإنجليزية] وجوزيف بلوشينكسي [الإنجليزية]
- 2006 سيرجيو فيرارا ودانيال فريدمان وبيتر نيوونهوزن [الإنجليزية]
- 2005 جورجيو باريسي
- 2004 غابرييل فينيزيانو
- 2003 إيفون شيك-برات [الإنجليزية] وجيمس يورك
- 2002 ميشيل جرين وجون هنري شوارز
- 2001 فلاديمير اجروفيتش أرنولد
- 2000 سيدني كولمان
- 1999 باري ماكوي وتيا تسون وو [الإنجليزية] وألكسندر زامولودشكوف [الإنجليزية]
- 1998 ناثان سيبرغ [الإنجليزية] وإدوارد ويتن
- 1997 هاري ليمان
- 1996 روي ج. غلاوبر
- 1995 رومان فلاديمير جاكيو
- 1994 ريتشارد أرنويت [الإنجليزية]، ستانلي ديسر وتشارلز ميزنر
- 1993 مارتن تشارلز جوتزويلر
- 1992 ستانلي ماندلستام
- 1991 توماس سبنسر ويورج مارتن فروليش
- 1990 إياكوف سيناي
- 1989 جون ستيوارت بل
- 1988 جوليوس ويسه نة وبرونو زومينو
- 1987 رودني باكستر
- 1986 ألكسندر ماركوفيتش بولياكوف
- 1985 ديفيد رول
- 1984 روبرت غريفيثز
- 1983 مارتن ديفيد كروسكال
- 1982 جون كليف وارد
- 1981 جيفري غولدستون
- 1980 جيمس غليم وآرثر جافي
- 1979 جيرارت هوفت
- 1978 إليوت هيرشيل ليب
- 1977 ستيفن واينبرج
- 1976 ستيفن هوكينغ
- 1975 لودفيج فادييف
- 1974 سابرامانين تشاندراسخار
- 1973 كينيث ويلسون
- 1972 جيمس بيوركن
- 1971 روجر بنروز
- 1970 يويتشيرو نامبو
- 1969 آرثر سترونج وايتمان
- 1968 سيرجيو فوبيني
- 1967 جيان كارلو ويك
- 1966 نيكولاي بوغوليوبوف
- 1965 فريمان دايسون
- 1964 توليو أوجينيو ريجي
- 1963 كيث بروكنر
- 1962 ليون فان هوف
- 1961 مارفن ليونارد غلدبيرجر
- 1960 آجي بور
- 1959 موري جيلمان

## روابط خارجية
- الصفحة الرسمية لجمعية الفيزياء الأمريكية